# Leucanopsis violascens
Leucanopsis violascens là một loài bướm đêm thuộc phân họ Arctiinae, họ Erebidae.